# Hemigaleus microstoma
Espèce
Statut de conservation UICN

 VU A2d+3d+4d : Vulnérable
Hemigaleus microstama ou Milandre faucille est une espèce de requins.

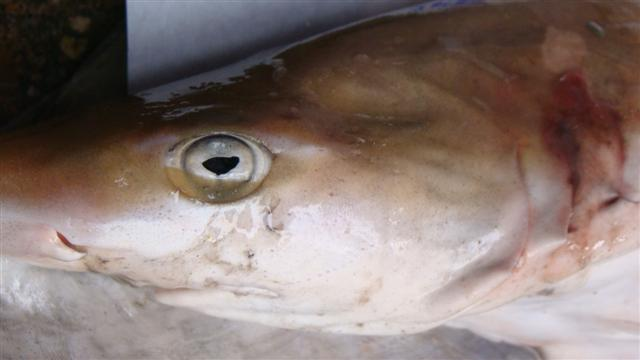
Tête de milandre faucille

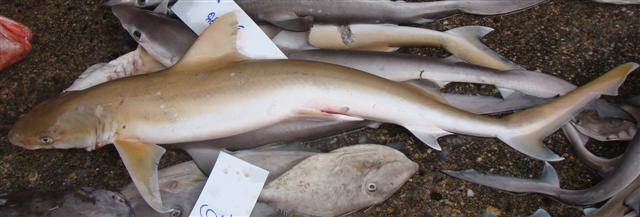